# 高峻 (1917年)
高峻（1917年—），男，安徽金寨人，中华人民共和国政治人物，曾任中华人民共和国第四机械工业部副部长。